# Wino porzeczkowe
Wino porzeczkowe jest napojem alkoholowym produkowanym z czerwonych lub białych porzeczek. W funkcjonującym nazewnictwie do kategorii wina porzeczkowego nie zalicza się wina z czarnej porzeczki, które stanowi odrębną kategorię. Wino porzeczkowe zaliczane jest do grupy najlepszych win owocowych. Jest to także jedno z najczęściej wytwarzanych win domowych. Amatorzy produkcji wina domowego cenią ten rodzaj wina ze względu na jakość, łatwy i szybki proces wytworzenia, klarowność gotowego wina, oraz dostępność owoców. Wadą tego rodzaju wina jest konieczność sporego rozcieńczenia moszczu ze względu na wysoką kwasowość owoców. Kwaśne wino porzeczkowe może być kupażowane z winami mało kwaśnymi jak np. z winem jabłkowym dając w rezultacie wino o odpowiedniej zawartości kwasów i ekstraktu.